# Three Coins in the Fountain (cançó)
«Three Coins in the Fountain» (en català, «Tres monedes en la font») és una cançó de l'any 1954 amb música del compositor estatunidenc Jule Styne i lletra de Sammy Cahn per a la pel·lícula homònima Three Coins in the Fountain. Fou guanyadora de l'Oscar a la millor cançó original del 1955. La lletra de la cançó fa referència a l'acte de llançament d'una moneda a la Fontana de Trevi de Roma amb el propòsit de demasnar un desig; els tres protagonistes de la pel·lícula es llencen a la font.
La cançó va ser cantada amb un gran èxit per la banda The Four Aces, que arriba al número 1 de la llista Billboard, i per altres cantants com Frank Sinatra.